# Переверзєв Іван Федорович
Іван Федорович Переверзєв  (рос. Ива́н Фёдорович Переве́рзев; 3 вересня 1914 р., с. Кузьмінки, Орловська область, Російська імперія — 23 квітня 1978, Москва, РРФСР, СРСР) — радянський російський актор театру і кіно. Заслужений артист РРФСР (1951). Лауреат Сталінської премії (1952) — за виконання ролей С. С. Сераковського і кочегара Разіна в фільмі «Тарас Шевченко» (1951). Народний артист РРФСР (1966). Народний артист СРСР (1975).

## Життєпис
Після закінчення ремісничого училища при московському заводі «Шарикопідшипники» працював на цьому заводі токарем.
Закінчив Московське театральне училище (1938). Працював у Театрі-студії кіноактора.
В кіно — з 1933 року, знявся більш ніж у вісімдесяти кінофільмах. (зокрема: «Моя любов» (1940), «Іван Нікулін — російський матрос» (1944), «Це було в Донбасі» (1945), «Перша рукавичка» (1946), «Кораблі штурмують бастіони», «Адмірал Ушаков» (1953), «Урок життя» (1955), «Люба моя людина» (1958), «Додому» (1960), «Червоні вітрила» (1961), «Василь Докучаєв (фільм)» (1961), «Зачарована Десна» (1964, начальник будівництва), «Сильні духом» (1967), «Нові пригоди невловимих» (1968), «Корона Російської імперії, або Знову невловимі» (1971), «Чисто англійське вбивство» (1974, Бріггс), «Сіль землі» (1978) та ін.).
Похований у Москві на Кунцевському кладовищі.

## Фільмографія
1. 1933: «Конвеєр смерті» (епізод) (кінокомпанія «Мосфільм», Росія)
2. 1934: «Приватне життя Петра Виноградова» (інструктор фізкультури) (кінокомпанія «Москінокомбінат», Росія)
3. 1940: «Моя любов» (Гріша, інженер) (кінокомпанія «Білорусьфільм», Білорусь)
4. 1941: «Бойова кінозбірка № 8» (старший лейтенант) (кіностудії «Узбекфільм», Ташкент, Узбекистан та «Кіностудія імені Олександра Довженка», Київ, Україна)
5. 1941: «Хлопець з тайги» (передовик золотодобування Степан Потанін) (кінокомпанія «Мосфільм», Росія)
6. 1941: «Чарівне зерно» (Майстер На Всі Руки, богатир) (кінокомпанія «Мосфільм», Росія)
7. 1941: «Морський яструб» (Найденов) (кіностудії «Узбекфільм», Ташкент, Узбекистан та «Одеська кіностудія», Одеса, Україна)
8. 1942: «Бойова кінозбірка № 11» (Микола, командир партизанської групи («Сто другий кілометр»)) (кінокомпанія «ЦОКС», Казахстан)
9. 1943: «Два бійці» (Толстов) (кіностудія Узбекфільм", Ташкент, Узбекистан)
10. 1944: «Іван Нікулін — російський матрос» (Іван Нікулін) (кінокомпанія «Мосфільм», Росія)
11. 1945: «Це було в Донбасі» (Степан Андрійович Рябінін) («Кіностудія імені Горького», Росія)
12. 1945: «Перша рукавичка» (Микита Крутіков) (кінокомпанія «Мосфільм», Росія)
13. 1947: «Повість про «Несамовитого»» (Командир «126»-го, Мєзєнцев) (кінокомпанія «Мосфільм», Росія)
14. 1948: «Третій удар» (Яків Григорович Крейзер, командувач) («Кіностудія імені Олександра Довженка», Київ, Україна)
15. 1948: «Суд честі» (Іван Іванович Петренко, вчений, права рука Добротворського, завідувач клінічним відділенням) (кінокомпанія «Мосфільм», Росія)
16. 1950: «Кавалер Золотої Зірки» (Андрій Петрович Бойченко, секретар крайкому) (кінокомпанія «Мосфільм», Росія)
17. 1950: «Далеко від Москви» (інженер) (кінокомпанія «Мосфільм», Росія)
18. 1951: «Тарас Шевченко» (Сигізмунд Сераковський, поляк, офіцер, товариш Шевченка на армійській службі) («Кіностудія імені Олександра Довженка», Київ, Україна)
19. 1952: «Садко» (Тимофій Ларіонович) (кінокомпанія «Мосфільм», Росія)
20. 1953: «Адмірал Ушаков» (Федір Ушаков) (кінокомпанія «Мосфільм», Росія)
21. 1953: «Кораблі штурмують бастіони» (Федір Ушаков) (кінокомпанія «Мосфільм», Росія)
22. 1954: «Герої Шипки» (Каторжін) (кінокомпанія «Ленфільм», Росія)
23. 1955: «Урок життя» (Сергій Терентійович Ромашко, інженер) (кінокомпанія «Мосфільм», Росія)
24. 1956: «Таємниця вічної ночі» (Олексій Іванович Денисов, вчений-океанограф) (кінокомпанія «Мосфільм», Росія)
25. 1956: «Іван Франко» (митрополит УГКЦ) («Кіностудія імені Олександра Довженка», Київ, Україна)
26. 1957: «Далеке і близьке» (епізод)
27. 1957: «Кінець Чирви-Козиря» (Степан Іванович Чабаненко, секретар окружкому) («Кіностудія імені Олександра Довженка», Київ, Україна)
28. 1957: «Під владою золота» (Тихон Кіндратович Молоков, золотопромисловець) (кінокомпанія «Свердловська кіностудія», Росія)
29. 1958: «Гори, моя зоре» (Семен Васильович, секретар міськкому) («Кіностудія імені Олександра Довженка», Київ, Україна)
30. 1958: «Справа «строкатих»» («незнайомець», шпигун) (кінокомпанія «Мосфільм», Росія)
31. 1958: «Люба моя людина» (підполковник Козирєв) (кінокомпанія «Ленфільм», Росія)
32. 1958: «Блакитна стріла» (Бєльський, командир ворожого підводного човна) («Кіностудія імені Олександра Довженка», Київ, Україна)
33. 1958: «Киянка» (2 с, Федір Максимович Камишин, матрос з «Аврори», надалі чекіст) («Кіностудія імені Олександра Довженка», Київ, Україна)
34. 1959: «Небо кличе» (Корнєв Євген Петрович, вчений/капітан корабля «Батьківщина») («Кіностудія імені Олександра Довженка», Київ, Україна)
35. 1960: «Мічман Панін» (Іван Григор'єв, боцман) (кінокомпанія «Мосфільм», Росія)
36. 1961: «Битва в дорозі» (Сергій Васильович Блікін) (кінокомпанія «Мосфільм», Росія)
37. 1961: «Йду до вас!..» (Ємельянов, капітан буксира) («Ялтинська кіностудія художніх фільмів», Ялта, Україна)
38. 1961: «Пурпурові вітрила» (Лонгрен) (кінокомпанія «Мосфільм», Росія)
39. 1962: «Молодо-зелено» (Василь Черемних) (кінокомпанія «Мосфільм», Росія)
40. 1963: «Тиша» (Луковський) (кінокомпанія «Мосфільм», Росія)
41. 1963: «Знайомтеся, Балуєв» (Павло Гаврилович Балуєв) (кінокомпанія «Ленфільм», Росія)
42. 1964: «Самотність» (секретар губкомпарта) («Одеська кіностудія», Одеса, Україна)
43. 1965: «Чорний бізнес» (генерал Мельников) (кінокомпанія «Мосфільм», Росія)
44. 1965: «Лють» (ротмістр Лучицький) («Кіностудія імені Олександра Довженка», Київ, Україна)
45. 1966: «Сіра хвороба» (Барабанщиков) («Кіностудія імені Максима Горького», Росія)
46. 1966: «Прощавай» (Державенко) («Одеська кіностудія», Одеса, Україна)
47. 1967: «Сильні духом» (Дмитро Миколайович Медведєв) («Свердловська кіностудія», Росія)
48. 1967: «Циган» (Іван Дмитрович) («Кіностудія імені Олександра Довженка», Київ, Україна)
49. 1967: «Поєдинок в горах» (полковник) («Азербайджанфільм», Баку, Азербайджан)
50. 1968: «Нові пригоди невловимих» (начальник штабу Конармії) (кінокомпанія «Мосфільм», Росія)
51. 1968: «День Ангела» (капітан) («Одеська кіностудія», Одеса, Україна)
52. 1968: «Трембіта» (Прокіп, батько Миколи) («Свердловська кіностудія», Росія)
53. 1969: «Небезпечні гастролі» (Казимир Казимирович Кульбрас) («Одеська кіностудія», Одеса, Україна)
54. 1970: «Серце Бонівура» (Жилін, старий селянин) («Кіностудія імені Олександра Довженка», Київ, Україна)
55. 1970: «Секретар парткому» (Шпак) («Кіностудія імені Олександра Довженка», Київ, Україна)
56. 1970: «Визволення» (Василь Іванович Чуйков) (кінокомпанія «Мосфільм», Росія)
57. 1971: «Людина в прохідному дворі» (т/ф, 4 с) (Іван Войтина, сусід Вараксина за номером) («Кіностудія імені Олександра Довженка», Київ, Україна)
58. 1971: «Корона Російської імперії, або Знову невловимі» (Смирнов, начальник ЧК) (кінокомпанія «Мосфільм», Росія)
59. 1972: «Схованка біля Червоних каменів» (тренер) («Кіностудія імені Олександра Довженка», Київ, Україна)
60. 1972: «Перший шторм» (боцман)
61. 1974: «Пригоди в місті, якого немає» (т/ф, Джон Сільвер) (кінокомпанія «Білорусьфільм», Білорусь)
62. 1974: «Чисто англійське вбивство» (Бріггс, дворецький) (кінокомпанія «Мосфільм», Росія)
63. 1975: «Фронт без флангів» (отець Павло (Павло Іванович Воробйов)) (кінокомпанія «Мосфільм», Росія)
64. 1975: «Здобудеш у бою» (Ігнатій Фоміч Троілін) (творче об'єднання «Екран», Росія)
65. 1975: «Небо—земля—небо» (Раменський, професор) («Кіностудія імені Олександра Довженка», Київ, Україна)
66. 1977: «Солдати свободи» (Василій Іванович Чуйков) (кінокомпанія «Мосфільм», Росія)
67. 1977: «Фронт за лінією фронту» (отець Павло) (кінокомпанія «Мосфільм», Росія)
68. 1978: «Сіль землі» (Марей Гордійович Добролет) (кінокомпанія «Ленфільм», Росія)

## Нагороди
- Орден «Знак Пошани» (1950)
- Орден Трудового Червоного Прапора (1974)

## Звання
- Народний артист РРФСР (1966)
- Народний артист СРСР (1975)

## Премії
- Сталінська премія I ступеня (1952)